# David Cuéllar
David Cuéllar Tainta, Cuéllar (ur. 1 listopada 1979 w Pampelunie) piłkarz hiszpański narodowości baskijskiej grający na pozycji pomocnika. Obecnie jest zawodnikiem Athleticu Bilbao.

## Kariera klubowa
- Kluby juniorskie: UDC Chantrea (do 1995), Athletic Bilbao (1995–1997).
- Kluby seniorskie: CD Baskonia (1997/98), Athletic Bilbao "B" (1998–2001), Athletic Bilbao (2000–2002), Elche CF (2002–2004), Gimnàstic Tarragona (2004–2007), Athletic Bilbao (od 2007).
- Debiut w Primera División: 20.12.2000 w meczu Athletic - Valencia CF 1:1.